# Constitution de Virginie
Lire en ligne

legis.virginia.gov : (en) Version officielle consolidée ;
Wikisource : (en) Version consolidée

La Constitution de Virginie est un document qui définit et limite les pouvoirs du gouvernement et les droits fondamentaux des citoyens du Commonwealth de Virginie. Comme toutes les autres constitutions d'États fédérés aux États-Unis, elle représente la loi suprême, bien qu'elle puisse être limitée par la constitution américaine et les lois fédérales du pays. La Virginie se dota d'une première constitution en juin 1776 pendant la révolution américaine, peu de temps avant la Déclaration d'indépendance américaine. Elle fut par la suite amendée et révisée (en 1830, 1851, 1864, 1870, 1902, et en 1971).

## Première constitution (1776)
L'élaboration de la Constitution de Virginie commença au début de 1776 : George Mason, Thomas Jefferson et James Madison travaillèrent sur le texte. Jefferson reprit certaines dispositions du texte pour rédiger la Déclaration d'indépendance adoptée en juillet 1776. De même, Madison s'en inspira pour la rédaction de la Constitution américaine.
La constitution de Virginie du 29 juin 1776 déclare la rupture avec la Grande-Bretagne et accuse le roi George III de tyrannie. Elle établit également la séparation des pouvoirs, principe mis en œuvre par la création de deux assemblées et d'un chef de l'exécutif (gouverneur). Elle consacre la souveraineté populaire, la liberté des élections, l'égalité devant la loi, des garanties judiciaires, une relative tolérance religieuse et abolit l'hérédité des charges.
La constitution est accompagnée d'une Déclaration des droits de l'État de Virginie (Virginia Declaration of Rights) écrite par Mason : elle garantit des droits fondamentaux pour tous les Hommes et servit de modèle à la Déclaration des Droits de 1789 :
- « Tous les hommes naissent naturellement et également libres et indépendants » [2].

## Sources